# Йоханнссен, Чип
Джордж Ф. «Чип» Йоханнссен (англ. George F. “Chip” Johannessen) — американский сценарист, монтажёр и продюсер нескольких популярных телесериалов. Он работал над такими сериалами как «24 часа», «Лунный свет», «Тысячелетие» и «Беверли-Хиллз, 90210» среди прочих.

## Ранняя жизнь и образование
Йоханнссен окончил с отличием Гарвардский университет, где он написал несколько журналов The Harvard Lampoon. Впоследствии он получил степень доктора юридических наук в школе права UCLA.

## Карьера
Йоханнссен начал свою карьеру сценариста телевидения с эпизода ситкома «Женаты… с детьми» в 1991 году. Он затем занял должность редактора сюжетов в третьем сезоне сериала «Беверли-Хиллз, 90210» в 1992 году. Его повысили до исполнительного редактора сюжетов для четвёртого сезона в 1993 году. Он присоединился к производственному составу в качестве сопродюсера для пятого сезона в 1994 году.
Он присоединился к команде сериала Криса Картера «Тысячелетие» в качестве сценариста и сопродюсера для первого сезона в 1996 году. Он был повышен до продюсера в середине сезона. Он вернулся в качестве консультирующего продюсера во втором сезоне в 1997 году. Он стал исполнительным продюсером в третьем сезоне в 1998 году. Он написал сценарий к эпизоду другого сериала Картера в 2000 году; «Секретные материалы».
Он присоединился к команде сериала «Тёмный ангел» в качестве консультирующего продюсера в первом сезоне в 2000 году и продолжил свою роль во втором сезоне в 2001 году. В конце 2001 года, он написал сценарий к эпизоду первого сезона драматического сериала-боевика «24 часа».
В 2005 году, он присоединился к команде научно-фантастического сериала-новичка «Поверхность» в качестве консультирующего продюсера и сценариста. Сериал был отменён после первого сезона.
В 2007 году, он присоединился к команде сериала «Лунный свет» в качестве исполнительного продюсера и сценариста. Сериал был сосредоточен на следователе-вампире. Йоханнссен работал в качестве шоураннера для первых двенадцати эпизодов, но покинул команду после этого. Сериал был также отменён после первого сезона.
В 2009 году, он вернулся к «24 часам» в качестве консультирующего продюсера и сценариста в конце седьмого сезона. Он стал соисполнительным продюсером для восьмого сезона осенью 2009 года и был повышен до исполнительного продюсера финальных эпизодов сериала в 2010 году.
Йоханнссен заменил Клайда Филлипса в качестве исполнительного продюсера и шоураннера пятого сезона драматического сериала канала Showtime «Декстер». К сериалу его присоединил сотрудник по «24 часам», Мэнни Кото. Йоханнссен покинул команду после пятого сезона, и в качестве шоураннера его заменил исполнительный продюсер Скотт Бак. Йоханнссен остался с каналом Showtime в качестве продюсера для нового драматического сериала «Родина», который был разработан его коллегами по сериалам «Секретные материалы» и «24 часа», Алексом Гансой и Говардом Гордоном.